# La Malmaison

La Malmaison este o comună în departamentul Aisne din nordul Franței. În 1 ianuarie 2022 avea o populație de 403 de locuitori.